# KamAZ-4310
Der KamAZ-4310 (russisch КамАЗ-4310) ist ein Lastwagen aus der Produktion des russischen KAMAZ-Werks in Nabereschnyje Tschelny. Das Fahrzeug mit Allradantrieb wurde von 1981 bis 2000 in verschiedenen Versionen in Serie gebaut. Ein sehr ähnlicher Nachfolger ist mit dem KamAZ-43114, ebenfalls in verschiedenen Versionen, noch heute am Markt.

## Fahrzeuggeschichte

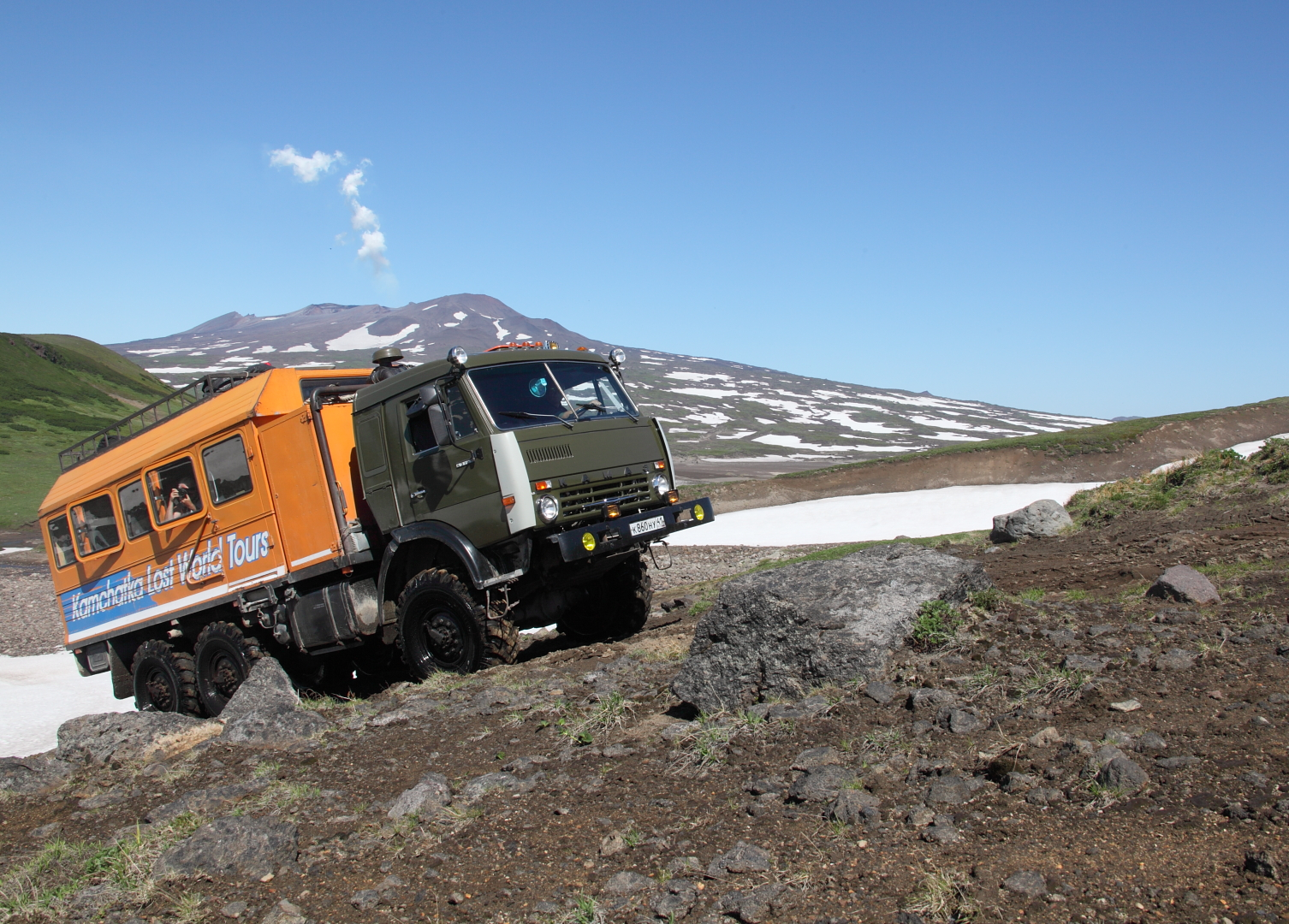
KamAZ-43105 auf Kamtschatka im Gelände (2010)

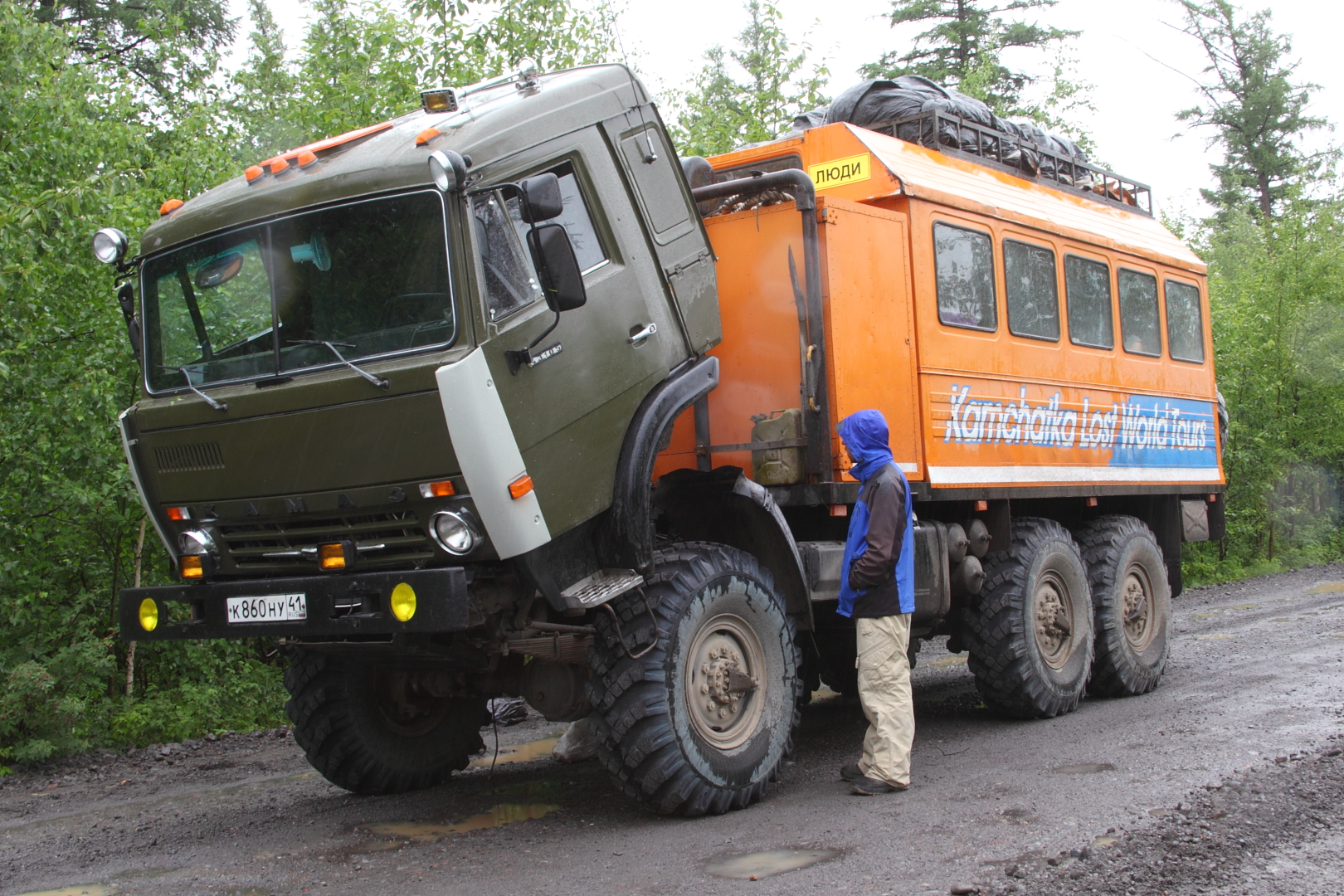
Dasselbe Fahrzeug mit hochgeklappter Kabine

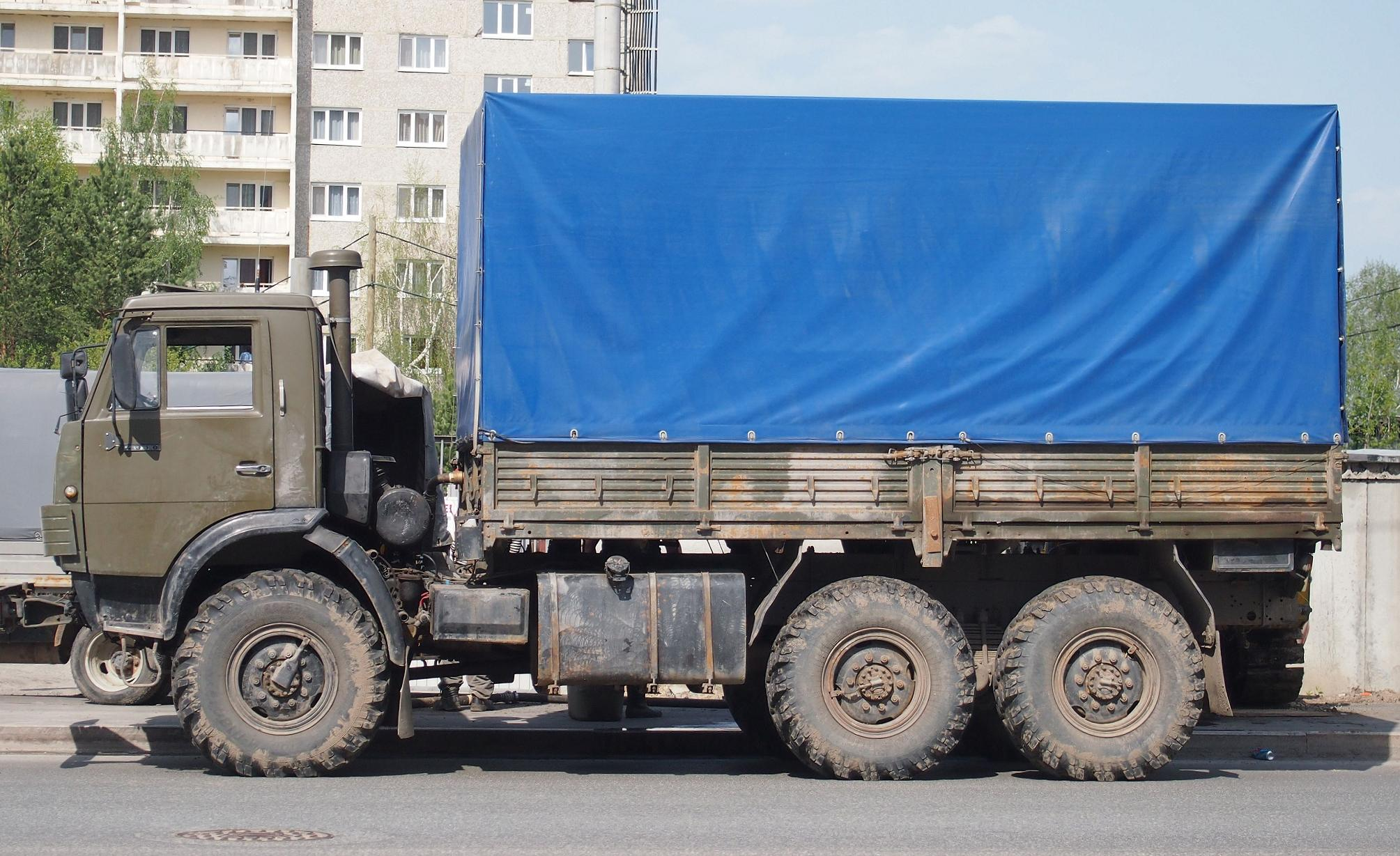
KamAZ-4310 in Tjumen (2014)

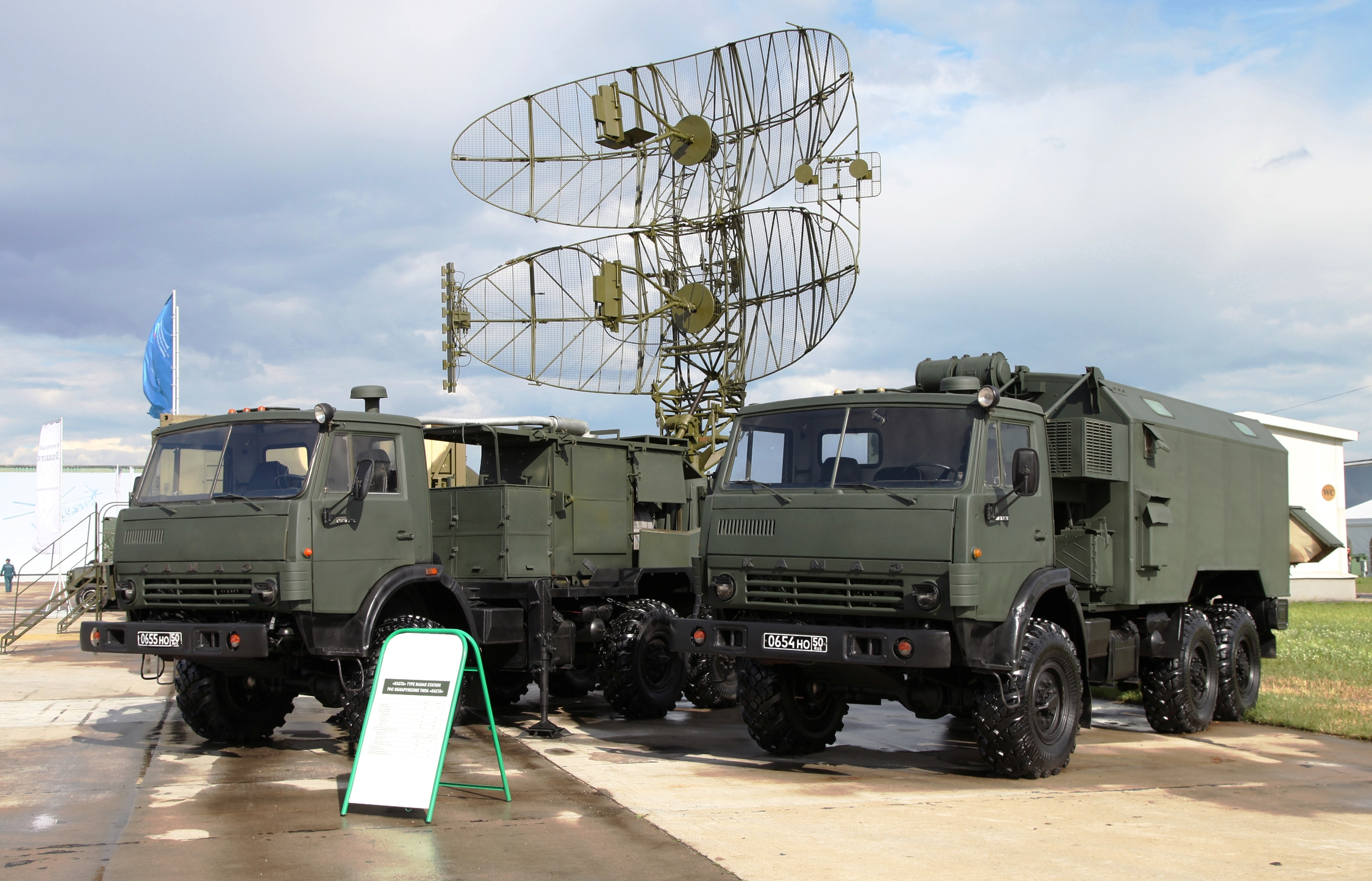
Militärische Radaranlage auf KamAZ-4310 (2012)

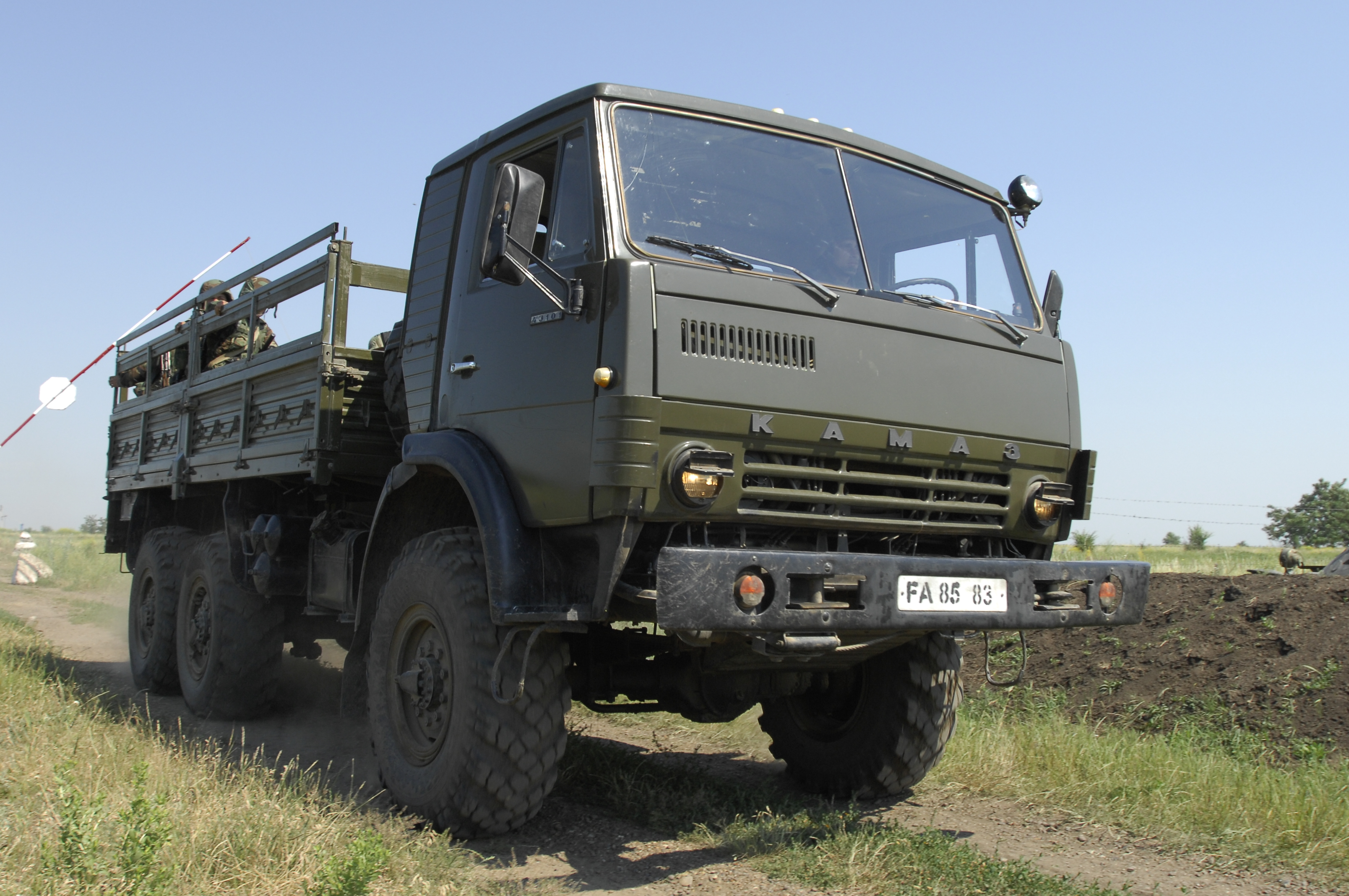
KamAZ-43101 bei einer Militärübung in Moldawien (2011)

Schon während der Entwicklung der späteren KamAZ-Serienfahrzeuge ab 1969 begann man, auch Lastwagenmodelle mit permanentem Allradantrieb zu konstruieren. Vorgesehen war ein Frontlenker mit Einzelbereifung, kippbarer Fahrerkabine, einer möglichst hohen Übereinstimmungsquote mit den zivilen 6×4-Lastwagen der Fahrzeugfamilie und fünf Tonnen Nutzlast. Außerdem sollte die Achslast sechs Tonnen pro Achse nicht übersteigen, um schlecht ausgebaute und unbefestigte Straßen nicht zu beschädigen. Der erste fahrbereite Prototyp war 1970 fertiggestellt, zwischen 1972 und 1975 folgten insgesamt zwölf weitere Fahrzeuge in sechs Versionen mit unterschiedlichen Pritschenaufbauten, Fahrerkabinen bzw. als Sattelzugmaschine. Die folgenden Entwicklungstests umfassten dabei mehr als 1,5 Millionen Kilometer Erprobungsfahrten, wobei einzelne Fahrzeuge Laufleistungen bis zu 230.000 km absolvierten. Im Anschluss wurden verschiedene Konstruktionsmängel beseitigt, die ersten Serienfahrzeuge wurden im Januar 1981 produziert. Nennenswerte Stückzahlen wurden erst ab 1983 gebaut.
In die Serienproduktion wurden letztlich nur zwei Versionen übernommen. Der KamAZ-4310 war hauptsächlich für die Armee konzipiert und mit einer Seilwinde, Reifendruckregelanlage und Ersatzradhalter hinter dem Fahrerhaus ausgestattet. Der KamAZ-43105 war für zivile Transportaufgaben gedacht, hat eine 40 cm längere Pritsche, keine Seilwinde und das Ersatzrad ist auf der Pritsche untergebracht. Seine Zuladung beträgt sieben Tonnen. Bei Versuchen mit einem separaten Ersatzradhalter hatte es Probleme bei großen Verwindungen im Gelände gegeben, da dieser in Kontakt mit der Fahrerkabine kam und sie beschädigte. Eine Reifendruckregelanlage konnte bei diesen Fahrzeugen optional verbaut werden, die Achsen waren bei allen Versionen gleich. Bei den Fahrzeugen ohne diese Ausstattung wurden lediglich einige Komponenten des Systems nicht eingebaut.
Auch nach dem Beginn der Serienproduktion wurden weitere Erprobungen vorgenommen. Die positiven Ergebnisse dieser Tests führten dazu, dass die zulässige Nutzlast für den KamAZ-4310 vom Hersteller auf 6000 kg angehoben wurde. In den Jahren 1989/1990 wurde das Fahrzeug überarbeitet und erhielt u. a. eine leistungsgesteigerte Version des KamAZ-740-Motors mit nun 220 PS. Zuvor waren Motoren mit 210 PS einbaut worden. Die Produktion wurde 2000 zu Gunsten des modernisierten Nachfolgers vom Typ KamAZ-43114 eingestellt, der schon einige Jahre parallel gefertigt wurde.
Ab 1987 kamen auch Fahrzeuge dieses Typs in die Deutsche Demokratische Republik, um bei der Nationalen Volksarmee eingesetzt zu werden. Die NVA importierte keine Pritschenfahrzeuge, sondern lediglich Kofferfahrzeuge für Spezialanwendungen und Tankfahrzeuge vom Typ AC-7-4310 (russisch АЦ-7-4310). АЦ steht für автоцистерна (awtozisterna), was auf Deutsch schlichtweg Tankwagen bedeutet. Die 7 steht für ein nominelles Fassungsvermögen von 7000 l Treibstoff, die 4310 bezeichnet das verwendete Lastwagenfahrgestell (KamAZ-4310). Wieso das russische Ц in АЦ im Bezeichnungssystem der NVA als C statt als Z transkribiert wurde, ist nicht bekannt. Die DDR importierte bis 1990 etwa 240 Exemplare des Tankwagens, die nach Auflösung der NVA kurzzeitig von der Bundeswehr übernommen wurden.
Außerdem wurden beim VEB Maschinenbau Karl Marx Babelsberg in den Jahren 1989 und 1990 insgesamt 17 Fahrzeuge vom Typ Autodrehkran 100 mit einer Hubkraft von zehn Tonnen gebaut, die das Fahrgestell des KamAZ-43105 nutzten.

## Modellversionen
Im nachfolgenden sind die Versionen aufgelistet, die im Laufe der verschiedenen Produktionsstadien entstanden.
Prototypen
- KamAZ-4310 – Prototyp der Basisversion, nur die hintere Bordwand ist klappbar.
- KamAZ-43101 – Prototyp mit geänderter Pritsche, alle Bordwände klappbar ausgeführt.
- KamAZ-43102 – Prototyp, wie KamAZ-4310, mit verlängerter Kabine und Schlafplatz.
- KamAZ-43103 – Prototyp, wie KamAZ-43101 mit langer Kabine und Schlafplatz.
- KamAZ-43104 – Prototyp, Fahrgestell ohne Aufbau.
- KamAZ-4410 – Prototyp, Sattelzugmaschine.

Serienfahrzeuge
- KamAZ-4310 – Serien-Grundmodell, gebaut von 1981 bis 1990, zunächst fünf, später sechs Tonnen Zuladung. Mit Seilwinde, Ersatzradhalter hinter der Fahrerkabine und kurzer Pritsche.
- KamAZ-43105 – Für den zivilen Transport konzipiert. Gebaut von 1981 bis 1989(?), ohne Seilwinde Ersatzradhalter und teilweise ohne Reifendruckregelanlage, mit verlängerter Pritsche ausgestattet, sieben Tonnen Zuladung.
- KamAZ-43101 – Modernisierte Version des KamAZ-4310, gebaut von 1989 bis 2000, Zuladung sechs Tonnen.
- KamAZ-43106 – Modernisierte Version des KamAZ-43105, gebaut von 1989 bis 2000, Zuladung sieben Tonnen.

Die Sattelzugmaschine wurde als eigener Typ unter der Bezeichnung KamAZ-4410 in Serie gebaut und war für Sattelauflieger bis 12 t gedacht.

## Technische Daten
Die hier aufgeführten Daten gelten für Fahrzeuge vom Typ KamAZ-4310 mit Stand 1987/1988.
- Motor: Viertakt-V8-Dieselmotor
- Motortyp: KamAZ-740
- Leistung: 210 PS (154 kW)
- maximales Drehmoment: 667 Nm
- Hubraum: 10.850 cm³
- Bohrung: 120 mm
- Hub: 120 mm
- Verdichtung: 17:1
- Tankinhalt: 250 l
- Verbrauch: 30 l/100 km bei 60 km/h, mit Anhänger 37 l/100 km
- Beschleunigung: von 0 auf 60 km/h in 35 s
- Getriebe: manuelles Fünf-Gang-Schaltgetriebe, zweistufige Geländeuntersetzung
- Höchstgeschwindigkeit: 85 km/h
- Antriebsformel: 6×6

Abmessungen und Gewichte
- Länge: 7895 mm
- Breite: 2500 mm
- Höhe: 3200 mm
- Radstand: 3340 + 1320 mm
- Spurweite hinten und vorne: 2010 mm
- Bodenfreiheit: 365 mm
- Leergewicht: 8715 kg
- zulässiges Gesamtgewicht: 15.100 kg
- Zuladung: 6000 kg
- zulässige Anhängelast: 10.000 kg auf der Straße, 7000 kg im Gelände
- Achslast vorne: 4915 kg
- Achslast hinten (Doppelachse): 10.185 kg
- Bremsweg aus 40 km/h: 17,2 m